# Wheel of Fortune (trò chơi truyền hình Hoa Kỳ)
Wheel of Fortune, thường được gọi là Wheel,  là một chương trình truyền hình Hoa Kỳ do Merv Griffin sáng tạo, bắt đầu phát sóng vào tháng 1 năm 1975. Trong chương trình này, thí sinh giải các câu đố từ chữ để giành tiền và giải thưởng bằng cách quay một chiếc bánh xe lớn.
Phiên bản hiện tại phát sóng hàng ngày và ra mắt vào ngày 19 tháng 9 năm 1983, với Pat Sajak và Vanna White làm người dẫn chương trình. Chương trình đã có nhiều phiên bản phụ, bao gồm Wheel 2000 cho trẻ em và Celebrity Wheel of Fortune cho người nổi tiếng.
Wheel of Fortune là chương trình truyền hình phân phối lâu nhất tại Hoa Kỳ, với 7,000 tập đã phát sóng tính đến ngày 10 tháng 5 năm 2019. Pat Sajak đã trở thành người dẫn chương trình lâu nhất trong lịch sử chương trình trò chơi, vượt qua Bob Barker của The Price Is Right vào mùa thứ 36 vào năm 2018.
Vào tháng 6 năm 2023, Pat Sajak thông báo nghỉ hưu sau mùa thứ 41, và Ryan Seacrest sẽ thay thế anh. Vanna White sẽ tiếp tục tham gia vào chương trình sau khi Pat Sajak nghỉ hưu.

## Sản xuất
Wheel of Fortune hiện đang thuộc sở hữu của Sony Pictures Television, trước đây là Columbia TriStar Television, công ty kế nhiệm của Merv Griffin Enterprises. Công ty sản xuất và chủ sở hữu bản quyền tất cả các tập đến nay là Califon Productions, Inc., với Sony Pictures là đại diện đăng ký hoạt động. Quyền phân phối chương trình trên toàn thế giới thuộc sở hữu của CBS Media Ventures, công ty mà nguyên nhà phân phối King World Productions đã sáp nhập vào vào năm 2007.
Wheel of Fortune ban đầu được ghi hình tại NBC Studios ở Burbank và đã sản xuất tại Studio 4 trong mười bốn năm đầu của loạt chương trình ban ngày cùng với sáu năm đầu của loạt chương trình phân phối thông qua mạng truyền hình. Sau mùa truyền hình 1988–1989, khi NBC loại bỏ chương trình ban ngày khỏi lịch phát sóng của họ, Wheel rời Burbank và sản xuất chuyển đến CBS Television City ở Los Angeles. Cả chương trình ban ngày và chương trình ban đêm được ghi hình tại Studio 33 sau khi di chuyển. Chương trình ban ngày tiếp tục sản xuất cho đến năm 1991, lúc đó nó đã quay trở lại NBC, trong khi chương trình phân phối tiếp tục tại Television City cho đến năm 1995. Sau đó, chương trình chuyển đến Sony Pictures Studios ở Culver City, nơi nó quay trở lại Studio 11. Các tập cũng được ghi hình tại các địa điểm khác nhau, bắt đầu từ hai tuần tại Radio City Music Hall vào cuối năm 1988. Phiên ghi hình thường kéo dài từ năm đến sáu tập trong một ngày.

## Bố cục
Từ năm 1983, bố cục của Wheel of Fortune đã trải qua nhiều cải tiến, bao gồm việc thêm màn hình video lớn vào năm 1997 và nâng cấp chất lượng phát sóng vào 2003. Chương trình có chủ đề hàng tuần và thiết kế độc đáo cho mỗi chủ đề. Bánh xe ban đầu được cải tiến để nằm phẳng và được quay bằng máy quay camera. Bảng đố ban đầu có 39 ô trilon và sau đó được nâng cấp lên bảng lớn hơn với 48 trilon vào năm 1981. Bảng này có màn hình cảm ứng và đã được cải tiến cho mùa thứ 40 vào năm 2022, sử dụng một bảng video duy nhất và cảm biến lidar. Bố cục còn bao gồm bảng chữ cái đã sử dụng, bảng điểm và đồng hồ đếm ngược, mặc dù khán giả thường không nhìn thấy chúng trên sóng truyền hình.

### Sự điều chỉnh do COVID-19
Vào tháng 3 năm 2020, sản xuất Wheel of Fortune tạm dừng do đại dịch COVID-19. Quá trình ghi hình được tiếp tục vào tháng 8 năm 2020 với các biện pháp an toàn mới, và các tập phim mới bắt đầu phát sóng từ ngày 14 tháng 9 năm 2020. Trong giai đoạn này, không có khán giả trong phòng, chỉ có nhân viên và ekip thiết yếu được phép lên sân khấu.
Trong thời gian này, đã có sự cung cấp thiết bị bảo vệ cá nhân và kiểm tra sức khỏe thường xuyên cho tất cả mọi người tham gia vào sản xuất, cùng với kiểm tra sức khỏe của các thí sinh trước khi họ tham gia chương trình. Biện pháp giãn cách xã hội đã được thực hiện trên sân khấu và ngoài sân khấu, và khoảng cách an toàn được đảm bảo giữa các thí sinh khi họ tham gia vào trò chơi. Các thí sinh cũng đã không còn sử dụng tay nắm truyền thống để quay bánh xe; thay vào đó, họ sử dụng một tay nắm cố định màu trắng để quay và không trao giải thưởng trực tiếp cho người dẫn chương trình.
Vào tháng 7 năm 2022, các nhà sản xuất thông báo rằng khán giả sẽ được phép quay trở lại trong mùa 40 của chương trình. Khi mùa 40 bắt đầu, hầu hết các biện pháp an toàn liên quan đến COVID đã được loại bỏ, với sự gần gũi hơn giữa các thí sinh, việc không sử dụng tay nắm để quay bánh xe và các cử chỉ giao tiếp bình thường giữa người dẫn chương trình và các thí sinh.

### Âm Nhạc
Alan Thicke sáng tác nhạc chủ đề gốc cho chương trình, mang tên "Big Wheels". Vào năm 1983, nó được thay thế bằng sáng tác của chính Merv Griffin, "Changing Keys". Steve Kaplan trở thành giám đốc âm nhạc từ năm 1997 và tiếp tục đảm nhiệm vai trò này cho đến khi ông qua đời trong một tai nạn máy bay vào tháng 12 năm 2003. Bản nhạc chủ đề ban đầu của Kaplan là một phiên bản remix của "Changing Keys", nhưng vào năm 2000, ông đã thay thế nó bằng một sáng tác của riêng mình, mang tựa đề "Happy Wheels". Từ năm 2006, Frankie Blue và John Hoke đã đảm nhiệm việc chỉ đạo âm nhạc. Các bản nhạc mà họ đã sáng tạo cho chương trình bao gồm phiên bản remix của "Happy Wheels" và một bản nhạc gốc mang phong cách rock. Phiên bản chỉnh sửa của "Changing Keys" do Hoke sáng tạo và biểu diễn bởi Bleeding Fingers Music đã được sử dụng làm nhạc chủ đề chính kể từ năm 2021.
Ngoài "Changing Keys", Griffin cũng đã sáng tác nhiều đoạn nhạc phụ cho phiên bản được phát sóng trên các kênh địa phương và được sử dụng cho thông báo về các giải thưởng trong những năm đầu của chương trình. Một số trong số này bao gồm "Frisco Disco" (trước đây là bản nhạc kết thúc cho phiên bản làm mới của Jeopardy! được phát sóng vào năm 1978 và 1979), "A Time for Tony" (đoạn nhạc cơ bản của nó đã tiến hóa thành "Think!", bản nhạc chủ đề lâu đời cho Jeopardy!), "Buzzword" (sau này được sử dụng làm nhạc chủ đề cho Merv Griffin's Crosswords), "Nightwalk", "Struttin' on Sunset", và một đoạn nhạc không có tiêu đề cho chủ đề nghỉ ngơi.

## Lịch sử phát sóng
Wheel of Fortune được ra mắt vào ngày 6 tháng 1 năm 1975, lúc 10:30 sáng trên NBC. Phiên bản gốc của Wheel đã phát sóng trên NBC, vào các khung giờ khác nhau từ 10:30 sáng đến trưa, cho đến ngày 30 tháng 6 năm 1989. Trong suốt thời kỳ phát sóng đó, các tập phim thường có thời lượng 30 phút, ngoại trừ sáu tuần phát sóng từ tháng 12 năm 1975 đến tháng 1 năm 1976 có thời lượng là 60 phút. NBC đã thông báo hủy bỏ chương trình vào tháng 8 năm 1980, nhưng nó tiếp tục phát sóng sau khi quyết định cắt thời lượng của The David Letterman Show từ 90 phút xuống còn 60 phút. Phiên bản của Wheel chuyển sang CBS vào ngày 17 tháng 7 năm 1989, và ở đó cho đến ngày 14 tháng 1 năm 1991. Sau đó, nó trở lại một thời gian ngắn trên NBC, thay thế Let's Make a Deal, nhưng đã bị hủy bỏ vĩnh viễn vào ngày 20 tháng 9 cùng năm đó.
Sự phổ biến của Wheel of Fortune đã dẫn đến nó trở thành một franchise trên toàn cầu, với hơn bốn mươi phiên bản được biết đến ở các thị trường quốc tế ngoài Hoa Kỳ. Các phiên bản của chương trình đã tồn tại tại các quốc gia như Úc, Brasil, Đan Mạch, Pháp, Đức, Ý, Malaysia, New Zealand, Philippines, Ba Lan, Nga, Tây Ban Nha, Vương quốc Anh, và Việt Nam. Phiên bản Hoa Kỳ của Wheel đã tôn vinh các phiên bản quốc tế của nó thông qua các tuần đặc biệt mang tên "Wheel Around the World" (Xoay vòng quanh thế giới), tập đầu tiên của nó được phát sóng khi mùa lễ hội thứ 23 bắt đầu vào ngày 12 tháng 9 năm 2005.
Từ tháng 9 năm 1997 đến tháng 1 năm 1998, CBS và Game Show Network cùng phát sóng phiên bản dành cho trẻ em đặc biệt của chương trình có tên Wheel 2000.

### Celebrity Wheel of Fortune
Vào tháng 11 năm 2020, ABC chọn sản xuất chương trình phụ mang tên Celebrity Wheel of Fortune. Chương trình ra mắt vào ngày 7 tháng 1 năm 2021 và mỗi tập kéo dài một giờ, bao gồm hai trò chơi hoàn chỉnh. Vào tháng 5 năm 2021, ABC gia hạn chương trình cho mùa thứ hai, và mùa thứ hai đã khởi đầu vào ngày 26 tháng 9 năm 2021. Vào tháng 5 năm 2022, ABC gia hạn chương trình cho mùa thứ ba, và mùa thứ ba đã ra mắt vào ngày 25 tháng 9 năm 2022. Vào tháng 5 năm 2023, ABC gia hạn chương trình cho mùa thứ tư. Vào tháng 7 năm 2023, White đã ký hợp đồng mới để trở lại làm người dẫn chương trình của chương trình.

## Đón nhận
"Wheel of Fortune" từ lâu đã là một trong những chương trình truyền hình tương tự phổ biến nhất ở Hoa Kỳ. Trước năm 2010, nó là chương trình có tỷ lệ xem cao nhất trong số các chương trình tương tự, trước khi bị "Two and a Half Men" vượt qua. "Wheel of Fortune" đã nhận nhiều giải thưởng và đề cử danh tiếng, bao gồm Giải Emmy Ban ngày và danh hiệu trong danh sách các chương trình truyền hình vĩ đại nhất từng có. Chương trình đã tạo ra một sảnh danh tiếng tôn vinh tại Sony Pictures Studios và được tôn vinh bằng một Ride of Fame trên một xe buýt tầng hai ở New York City vào năm 2012.

### Trích dẫn
- Graham, Jefferson (1988). Come on Down!!!: The Game Show Book. New York: Abbeville Press. ISBN 0-89659-794-6.
- Griffin, Merv & Bender, David (2007). Merv: Making the Good Life Last. New York: Simon and Schuster. ISBN 978-0-7434-5696-8.
- Newcomb, Horace (2004). Encyclopedia of Television (ấn bản thứ 2). New York: Fitzroy Dearborn. ISBN 1-57958-411-X – qua Google Books.
- Sams, David R. & Shook, Robert L. (1987). Wheel of Fortune. New York: St. Martins Press. ISBN 0-312-90833-4.
- Schwartz, David; Ryan, Steve & Wostbrock, Fred (1999). The Encyclopedia of TV Game Shows (ấn bản thứ 3). New York: Facts on File. ISBN 0-8160-3846-5.
- Stafford, Susan (2011). Stop the Wheel, I Want to Get Off! (eBook). Xlibris. ISBN 978-1-4568-7438-4 – qua Google Books.Bản mẫu:Self-published inline
- Trebek, Alex & Barsocchini, Peter (1990). The 'Jeopardy!' Book: The Answers, the Questions, the Facts, and the Stories of the Greatest Game Show in History. Introduction by Merv Griffin. New York: Harper Perennial. ISBN 978-0-06-096511-2.